# Płatkonóg trójbarwny
Płatkonóg trójbarwny (Steganopus tricolor) – gatunek średniej wielkości ptaka wędrownego z rodziny bekasowatych (Scolopacidae). Występuje w Ameryce Północnej, zimuje w Ameryce Południowej. Nie jest zagrożony wyginięciem.
SystematykaZwykle zaliczany do monotypowego rodzaju Steganopus. Część systematyków, np. Międzynarodowy Komitet Ornitologiczny (IOC), umieszcza go w rodzaju Phalaropus. Nie wyróżnia się podgatunków.
WyglądDługość ciała 22–24 cm; masa ciała samców 30–110 g, samic 46–128 g; rozpiętość skrzydeł 35–43 cm.
Biały kuper i ogon. U samicy w szacie godowej ciemię i potylica szare, czarny pasek oczny ciągnie się na boki szyi; na piersi i przodzie szyi rdzawy nalot; plecy ołowianoszare z kreskami koloru kasztanowatego. Dziób czarny, szydłowaty, dłuższy niż głowa. Samiec podobny, lecz jaśniejszy. W zimie czoło białe, ciemny pasek oczny; wierzch ciała jasnoszary, spód biały, nogi żółte.
Zasięg, środowiskoPłytkie jeziora oraz mokradła środkowej i środkowo-zachodniej części Ameryki Północnej oraz w rejonie Wielkich Jezior. Mniejsze populacje porozrzucane wyspowo z dala od głównego obszaru zasięgu – od południowo-wschodniej Alaski po wybrzeże Zatoki Jamesa i Nowy Brunszwik, a na południu – po Nowy Meksyk i Teksas. Zimuje w Ameryce Południowej – głównie w Peru, zachodniej Boliwii, Chile i północno-zachodniej Argentynie; również w Ekwadorze, Urugwaju i na południu kontynentu aż po Ziemię Ognistą, a także na wyspach Galapagos.
RozródW zniesieniu 4 jaja, ich inkubacja trwa 18–27 dni. Wysiadywaniem i opieką nad pisklętami zajmuje się samiec.
StatusIUCN uznaje płatkonoga trójbarwnego za gatunek najmniejszej troski (LC, Least Concern) nieprzerwanie od 1988 roku. W 2023 roku organizacja Partners in Flight szacowała liczebność światowej populacji lęgowej na około 1,5 miliona osobników. Trend liczebności prawdopodobnie jest stabilny.